# Csete György
Csete György (Szentes, 1937. november 5. – Budapest, 2016. június 28.) a Nemzet Művésze címmel kitüntetett, Kossuth-díjas okleveles építészmérnök, akadémikus (MMA).

## Élete
Édesapja Csete Sándor, édesanyja Marossy Korsós Tóth Irén. Az elemi és általános iskolát szülővárosában végezte, majd miután egyetlen szentesi középiskolába sem vették fel, az egyik református lelkész, Kanász Nagy József ajánlására a Debreceni Református Kollégiumba került. Gimnáziumi tanulmányai befejeztével, 1957-ben beiratkozott a Budapesti Műszaki Egyetem Építészmérnöki Karára, ahol 1961-ben szerzett oklevelet. Tanított a pécsi, a budapesti és az innsbrucki egyetemen. A magyar organikus építészet egyik, közéleti szerepet is vállaló elindítója.
1961 és 1970 között a budapesti Országos Érc- és Ásványbányák Vállalatnál, 1970-től a BARANYATERV-nél, 1973-tól a Déldunántúli Tervező Vállalatnál (Pécsiterv) dolgozott, ahol a fiatal építészekből megalakult Pécsi Csoport vezetője, Lechner Ödön és Kós Károly örökségének folytatója. A magyar népi építészet hagyományait követő, a hazai organikus építészeti mozgalom egyik elindítója. 1970 és 1974 között készült az orfűi Forrásház, amely az organikus építészet első példái közé sorolható, melyet 2002-ben műemlékké nyilvánítottak. Tulipános házai (Paks, Atomerőmű lakótelep, 1973) kapcsán országos építészeti vita alakult ki. 1978 és 1988 között az Országos Természetvédelmi és Környezetvédelmi Hivatal, majd a szarvasi ARBOCOOP munkatársa lett. Első szakrális épülete a halásztelki Árpád-házi Szent Erzsébet-templom.
Kísérletezett a napenergia hasznosításával is (Balatonszentgyörgy, Gulya csárda – Sánta Gáborral – 1985). Templomait (Halásztelek, Szent Erzsébet-templom, 1976; Ópusztaszer, 1991; Beremend, Megbékélés ökumenikus kápolna, 1998–2000) Dulánszky Jenő statikussal és Csete Ildikó iparművésszel közösen tervezte.
Alkotói hitvallása:„Mindig hűnek kell lenni, és mindig igazat kell szólni, mert nem szól igazán az ének, ha nem vagyunk őszinték.
Fő művei közé sorolható a honfoglalás 1100 évfordulójára Ópusztaszeren a Történelmi Emlékparkban 1991 és 1998 között végzett folyamatos tervező és építő munkája (Erdők temploma, Világmagyarság háza, Mamutfenyő-ház). Építészeti alkotó tevékenysége csúcsteljesítményének tekinthető a debreceni Tégláskert református temploma, melyet 2005-ben szenteltek fel.
„A tégláskerti templom erdélyi fatornyot mintáz. Ez az utalás ismét áttételes, kettős jelentésű. A huszadik század elején már egyszer felidézte a magyar szecesszió Erdély faszerkezetes építészetét, elsősorban Kós Károly munkáiban…. Csete György tégláskerti temploma ezt a kézfogást hozza el Debrecenbe, folytonossá téve lélekben a magyar építészeti hagyományt.”
Iskolateremtő építészeti munkássága mellett figyelemre méltó publicisztikai tevékenysége is. Írásaiban szépírói igénnyel, komplex látásmóddal teremt kapcsolatot az építészet és a társművészetek, valamint a magyar történelmi és népi hagyományok között.
Közéleti tevékenysége is jelentős. Alapító tagja a Magyar Megújulási Mozgalomnak, tagja a Százak Tanácsának, elnöke a Közakarat Egyesületnek, 1992 és 1994 között tagja a Művészeti Akadémia Egyesületnek, a Magyar Művészeti Akadémia rendes tagja (2012–2016), 1993-ban a Lechner Ödön Társaság alapítója. A Corvin-közi szabadságharcosok is kitüntették. Kapcsolatot tartott fent Pongrátz Gergellyel is. 
2016. július 18-án búcsúztatták a Farkasréti temetőben református szertartás szerint.

## Díjai, elismerései
- Magyar Művészetért díj[8] (1990)
- Ybl Miklós-díj (1992)
- Kossuth-díj (1997)
- Betonépítészet-díj[9] (1998)
- Magyar Örökség díj[10] (1999)
- Prima Primissima díj (2005)
- Debrecen Város Borsos József Nívódíja[11] (2008)
- A Magyar Érdemrend középkeresztje a csillaggal (2013)
- A Nemzet Művésze (2014)

## Művei

### Megépült épületei
- 1970–1974 Forrásház, Orfű    (2002. műemlék)
- 1976. Lakótelep, Paks
- 1979. Árpád-házi Szent Erzsébet-templom, Halásztelek
- 1981. Lakóházak (Bonyhád, Budapest, Dunaújváros, Kiskőrös, Kiskunlacháza, Solymár, Szentendre, Szarvas stb.)
- 1985. Ciprus Csárda, Szarvas
- 1986. Kápolna, Füzér
- 1991–1996. Gulya Csárda, Balatonszentgyörgy (Sánta Gáborral)
- 1991–1998. Erdők temploma és múzeuma. Ópusztaszer (Nemzeti Történelmi Emlékpark)
- 1992–2001. Családi ház, Budafok (Tipold Tamással)
- 1996. Világmagyarság Háza-hajléka. Ópusztaszer (Nemzeti Történelmi Emlékpark)
- 1996. A velencei biennálé Magyar Háza, rekonstrukció
- 1996. Honfoglalási emlékoszlop, 896–1956–1996, Mártély
- 1998. Mammutfenyő-ház. Ópusztaszer (Nemzeti Történelmi Emlékpark)
- 1998. Református csillagtemplom, Kőszeg
- 2000. Megbékélés ökumenikus kápolna, Beremend
- 2001. Millenniumi emlékhelyek (Cserépfalu, Mártély, Medgyesháza)
- 2004. '56-os hősök kápolnája, Kiskunmajsa [halott link] (Pongrátz Gergellyel) Repülőseink II. világháborús emlékkápolnája, Solymár (Rezes Zoltánnal) Szent Imre-kápolna, Mindszent Kun László hódtavi csatájának emlékkápolnája (Szalai Ferenccel és Csete Ildikóval) Lovasközpont, Szarvas (Roszik Jánossal) Szent Erzsébet-kápolna, Krakkó
- 2006. Kemencekápolna (Kishegyes)
- 2006. Tégláskerti református templom, Debrecen

### Könyv – film
- Csete György: Én onnan is a zöld mezőt látom. Alcím: Csete György építésszel beszélget Fülöp Zsuzsa (Magyarnak lenni-sorozat, XXXVII. kötet, Kairosz Kiadó , 2008)
- Csete György és Dulánszky Jenő; Kijárat, Budapest, 2001 (Vallomások... architectura sorozat)
- Lechner Ödön, 1985
- Hajlék, 1987, oktatófilmek, tanulmányok

## Képgaléria

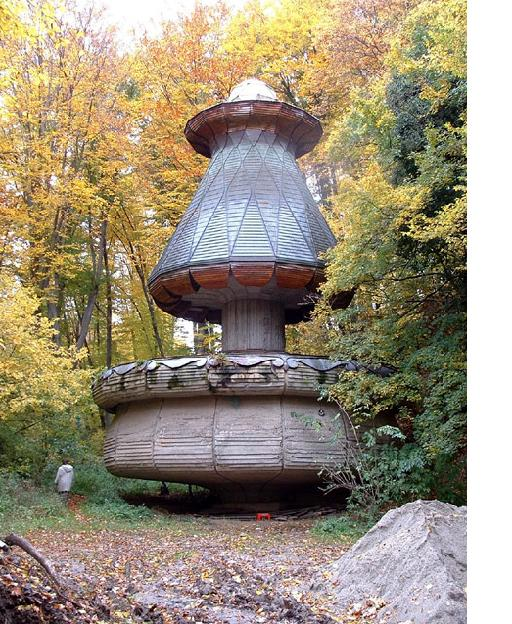
Orfű. Forrásház * 1970-74
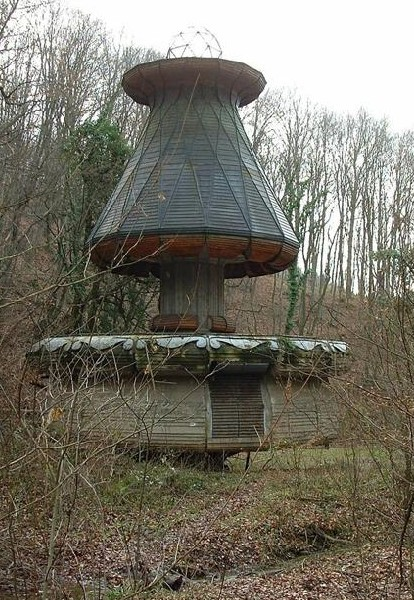
Orfű. Forrásház * 1970-74
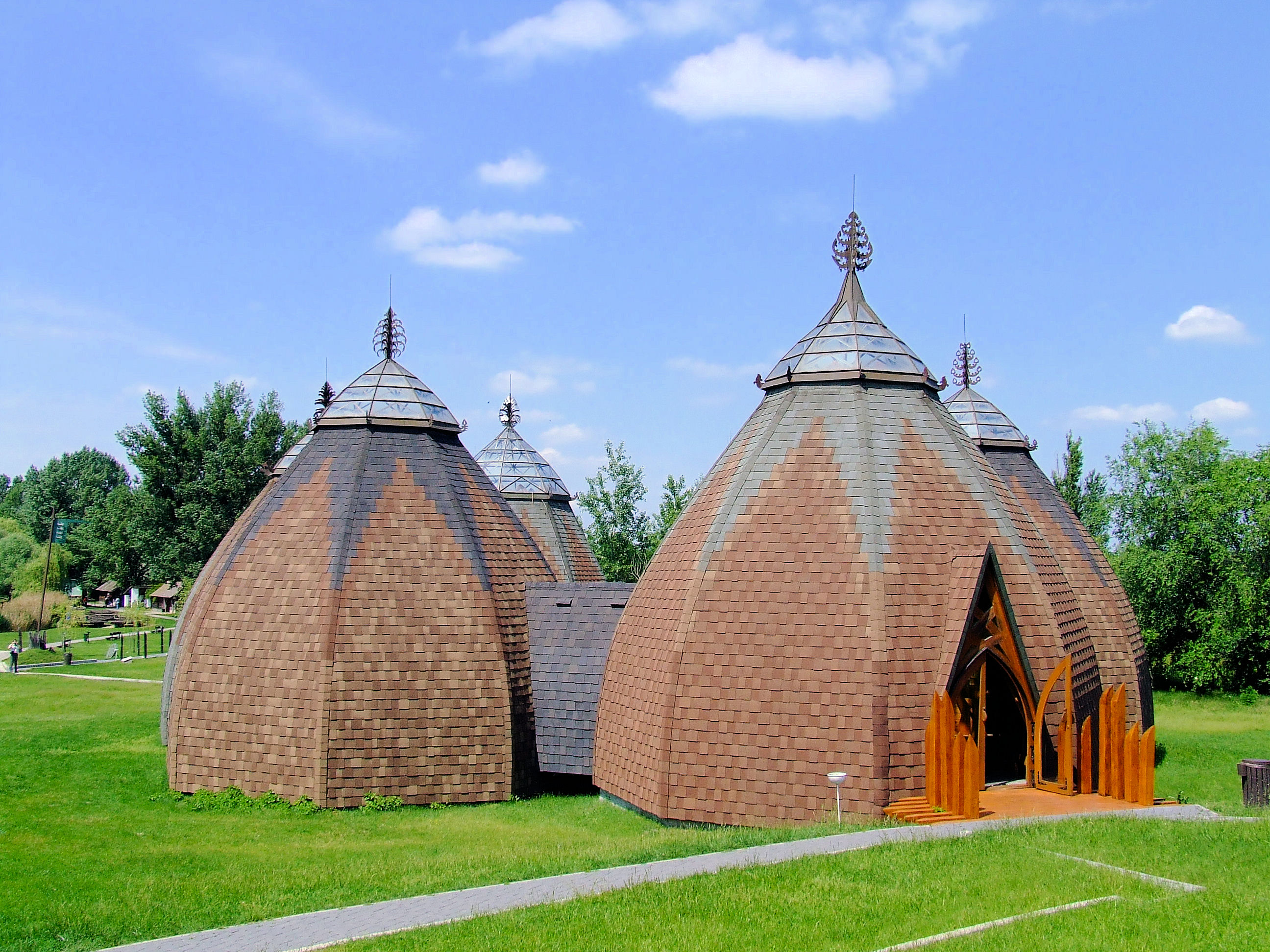
Nemzeti Történelmi Emlékpark. Ópusztaszer
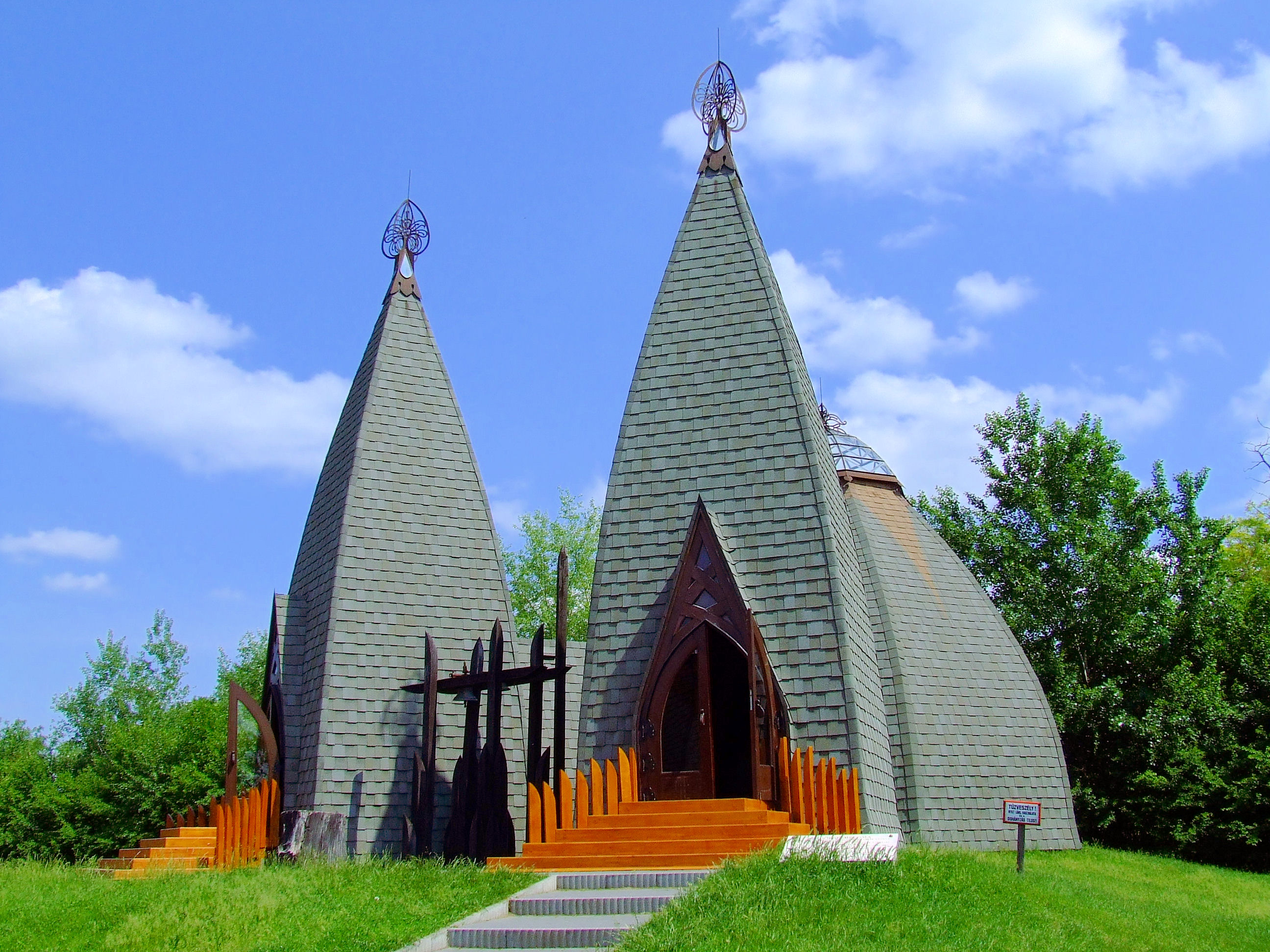
Erdők temploma és múzeuma. Ópusztaszer
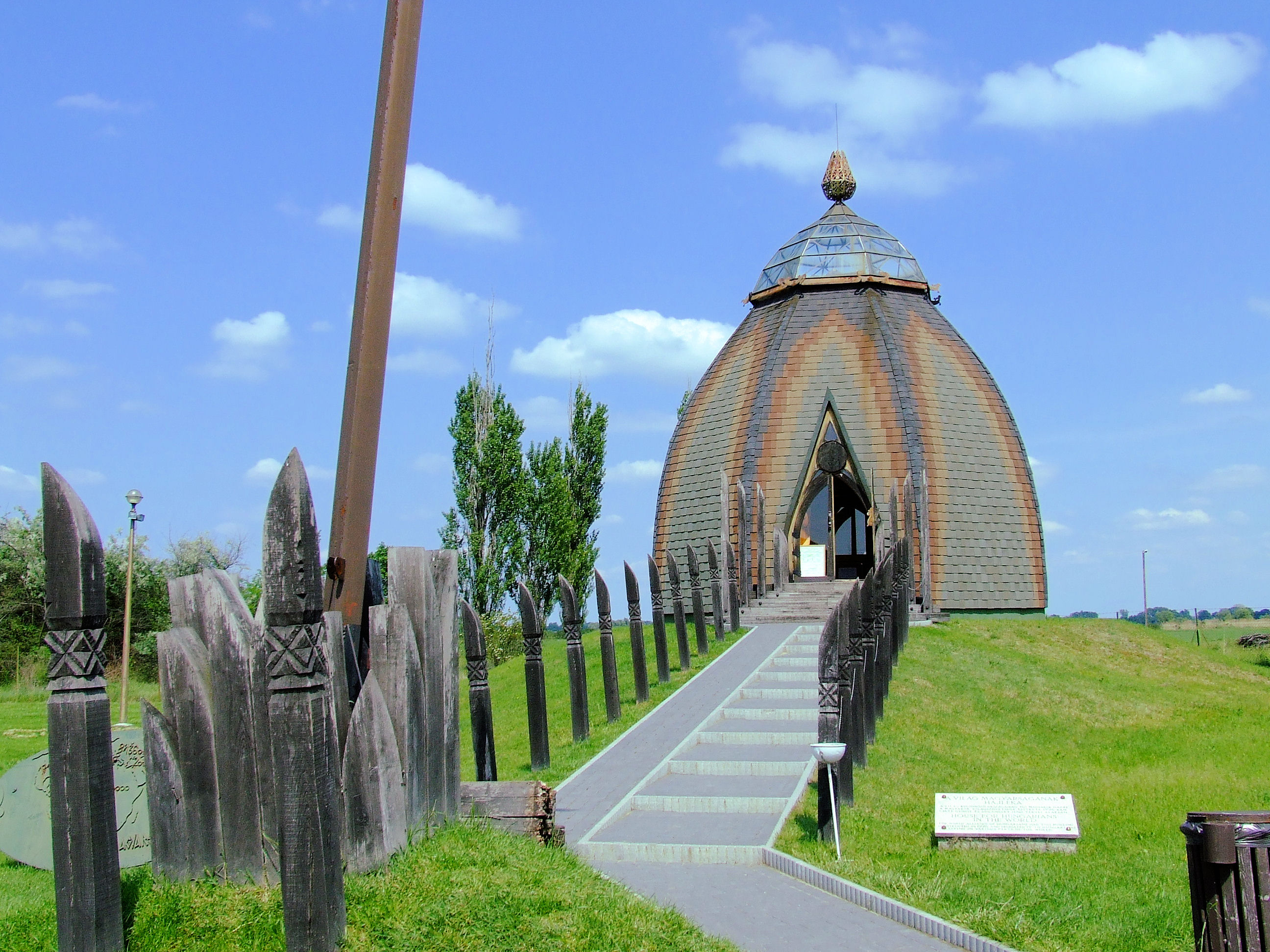
Világmagyarság háza. Ópusztaszer
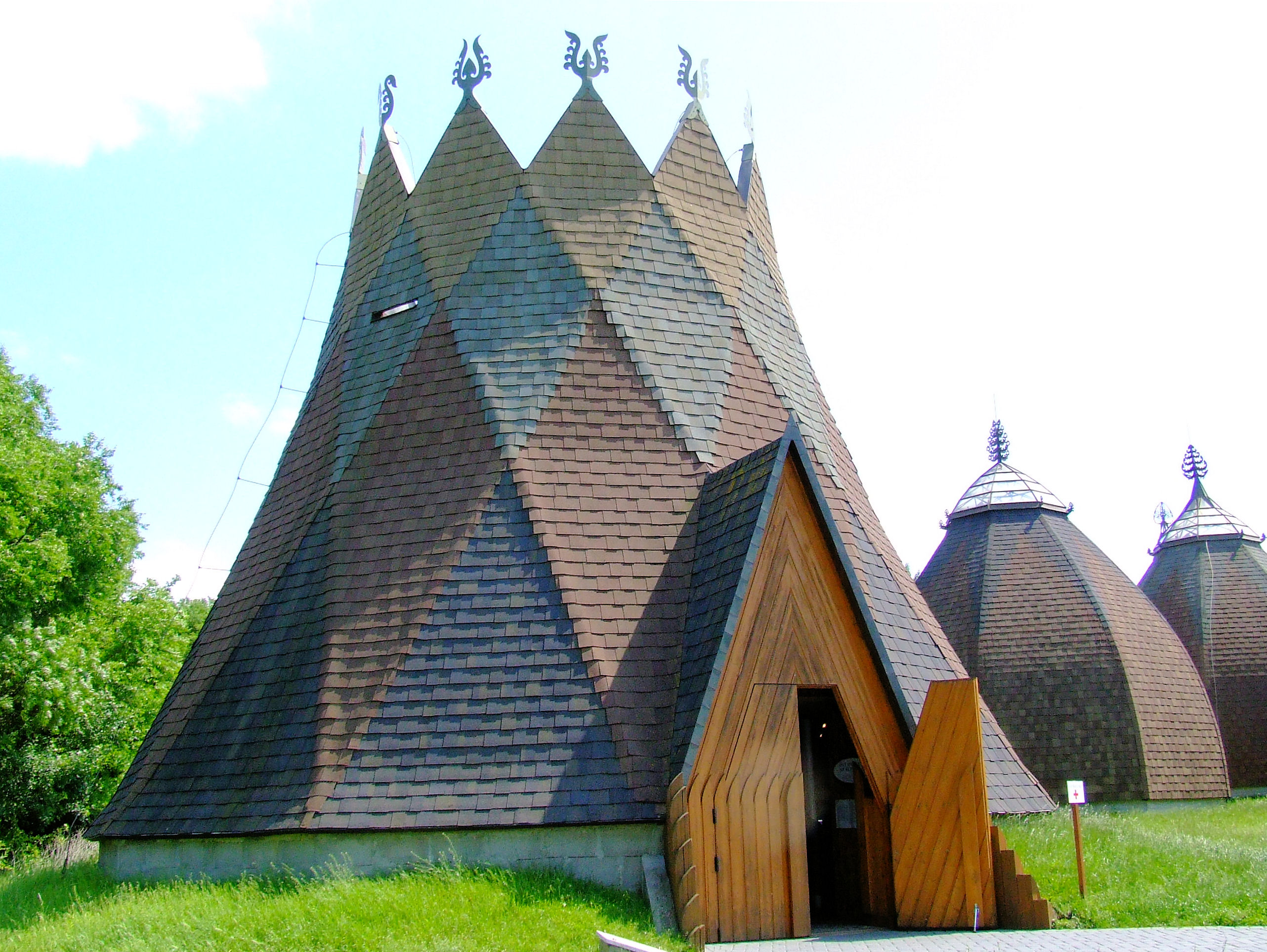
Koronás jurta. Ópusztaszer
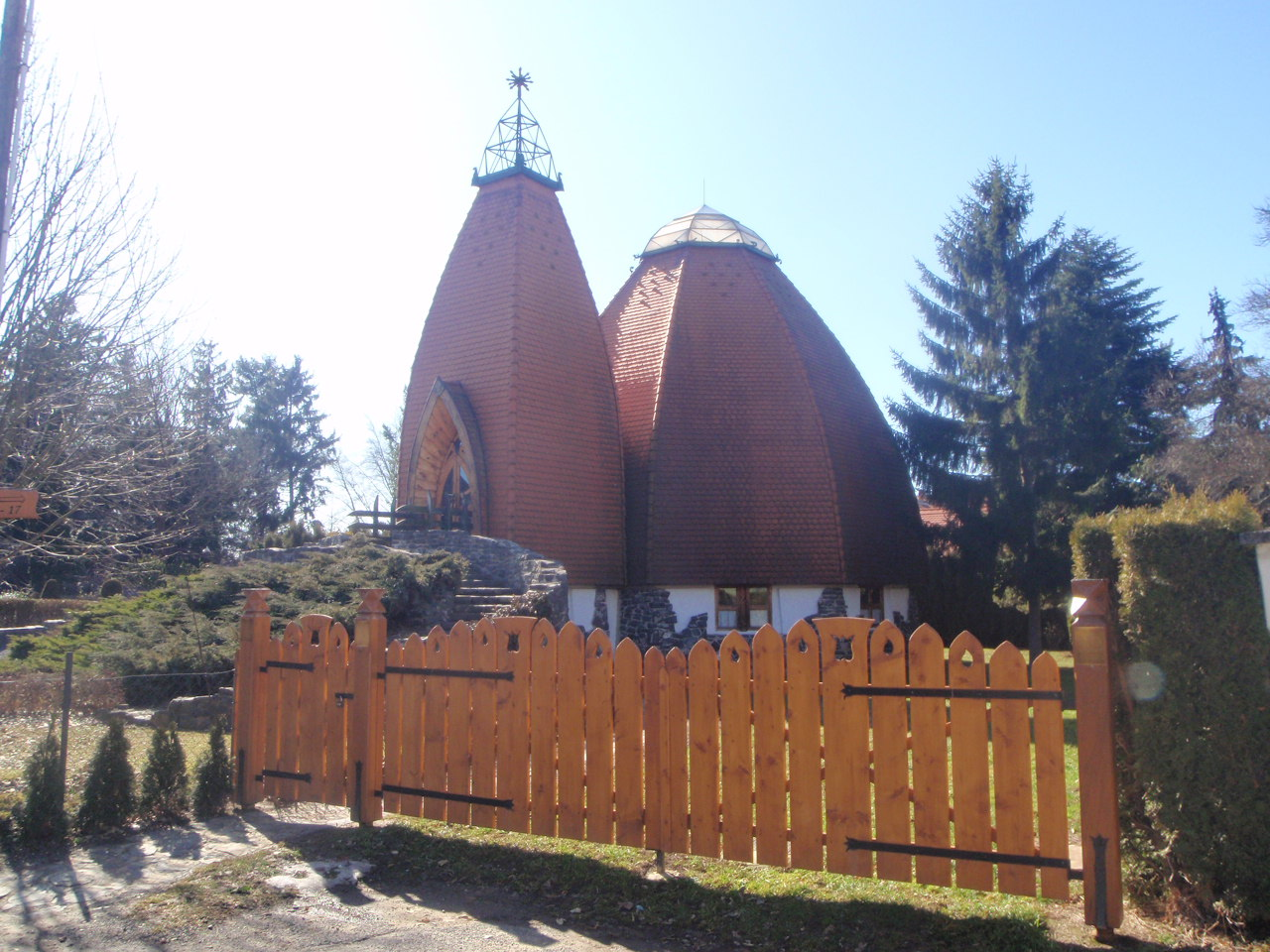
Kőszegi református templom – 1998
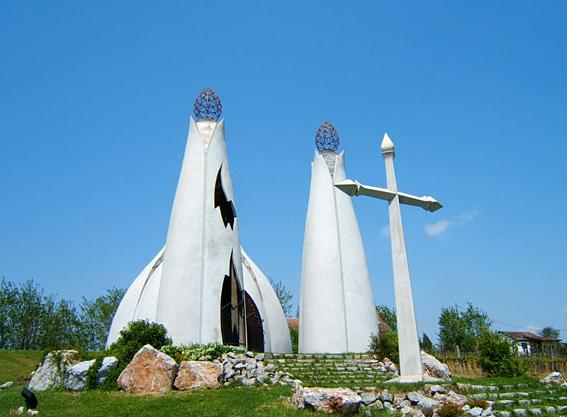
Megbékélés ökumenikus kápolna Beremend – 2000
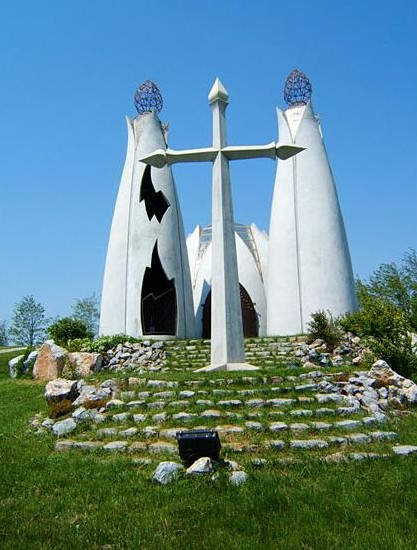
Megbékélés ökumenikus kápolna Beremend
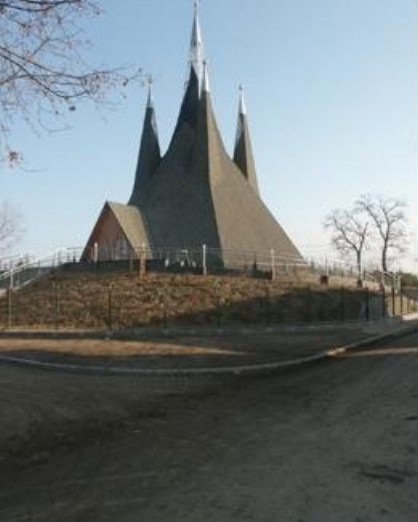
Tégláskerti református templom – 2006
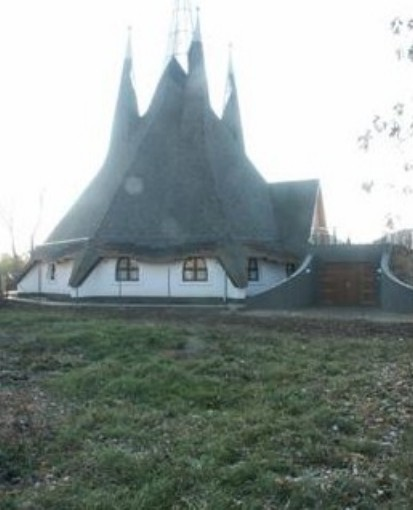
Tégláskerti református templom
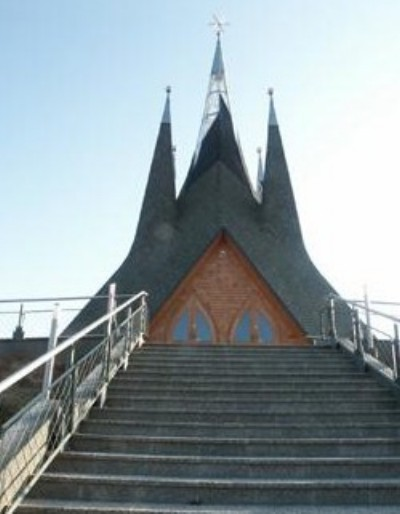
Tégláskerti református templom
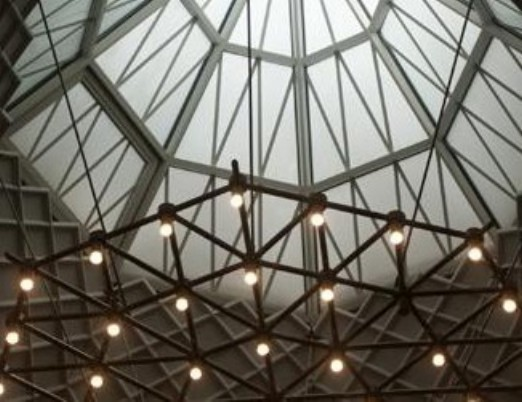
Tégláskerti református templom

### Tallózás az interneten
- Jobbat csinálni. Kolozsvári találkozás Kós Károllyal
- Vendégváró
- Építészfórum. Csete György Príma Primissima díjas Archiválva 2010. december 11-i dátummal a Wayback Machine-ben
- Architeca Hungarica
- 15 év tranzit
- Építészfórum. Erővonalak Csete György építészetében Archiválva 2009. december 28-i dátummal a Wayback Machine-ben
- Az élő építészet
- XII. Kőműves
- Borsos József nívódíjat kapott: Csete György